# Florida White

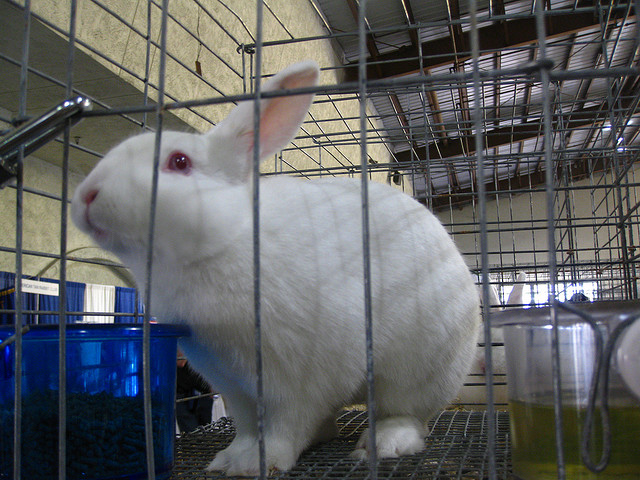
Florida White på en utställning.

Florida White är en relativt liten kaninras från USA som ursprungligen avlades fram som laboratoriedjur eller som en liten köttkanin. Florida White används också som utställningskanin. Dess päls är vit och har ingen teckning. Ögonen är albinoröda. Den blev godkänd som egen ras år 1967 av American Rabbit Breeders Association (ARBA). Florida White utvecklades av Orville Miliken, en domare i ARBA. Orville Miliken fick fram en Florida White genom att korsa en holländsk kanin som var albino med en vit hermelinkanin och en vit New Zealand-kanin. Fibber McGehee var en annan som bidrog till utvecklingen av Florida White genom att börja föda upp dem år 1978. Florida White väger mellan 1,8 och 2,7 kg. 